# Thelodonti
Los telodontos (Thelodonti) son una clase extinta de peces agnatos que vivieron del Ordovícico Medio al Devónico Superior.
Existe un debate abierto sobre si los telodontos son un grupo monofilético o una agrupación de linajes basales, tanto agnatos como gnatóstomos.

## Características
Los telodontos eran pequeños peces sin mandíbulas que poseían escamas telodontas, que no necesariamente habrían sido heredadas de un antepasado común y pudieron conseguirse de manera independiente en varios grupos (evolución convergente); eran escamas pequeñas y espinosas que se dispersaban con facilidad tras la muerte del animal; su pequeño tamaño y su resistencia las hacen los restos fósiles de vertebrados más comunes de su época. La morfología de los telodontos era muy similar a la de los heterostráceos y de los anáspidos, con los que seguramente estaban estrechamente emparentados, y de los que se distinguían por las mencionadas escamas.

## Historia natural
Los telodontos vivían tanto en el mar como en agua dulce. La mayoría vivían sobre el sedimento donde se alimentaban de detritos, aunque hay evidencia de que algunas especies nadaban libremente en la columna de agua.